# Union Army
Union Army (anche Northern Army o Federal Army) indicava le forze armate terrestri dell'Unione, o Federazione, o più brevemente Nord, nel corso della guerra di secessione americana, che lo vide contrapposto a quello della CSA (Confederate States of America), o Confederazione.

## Storia

### La formazione

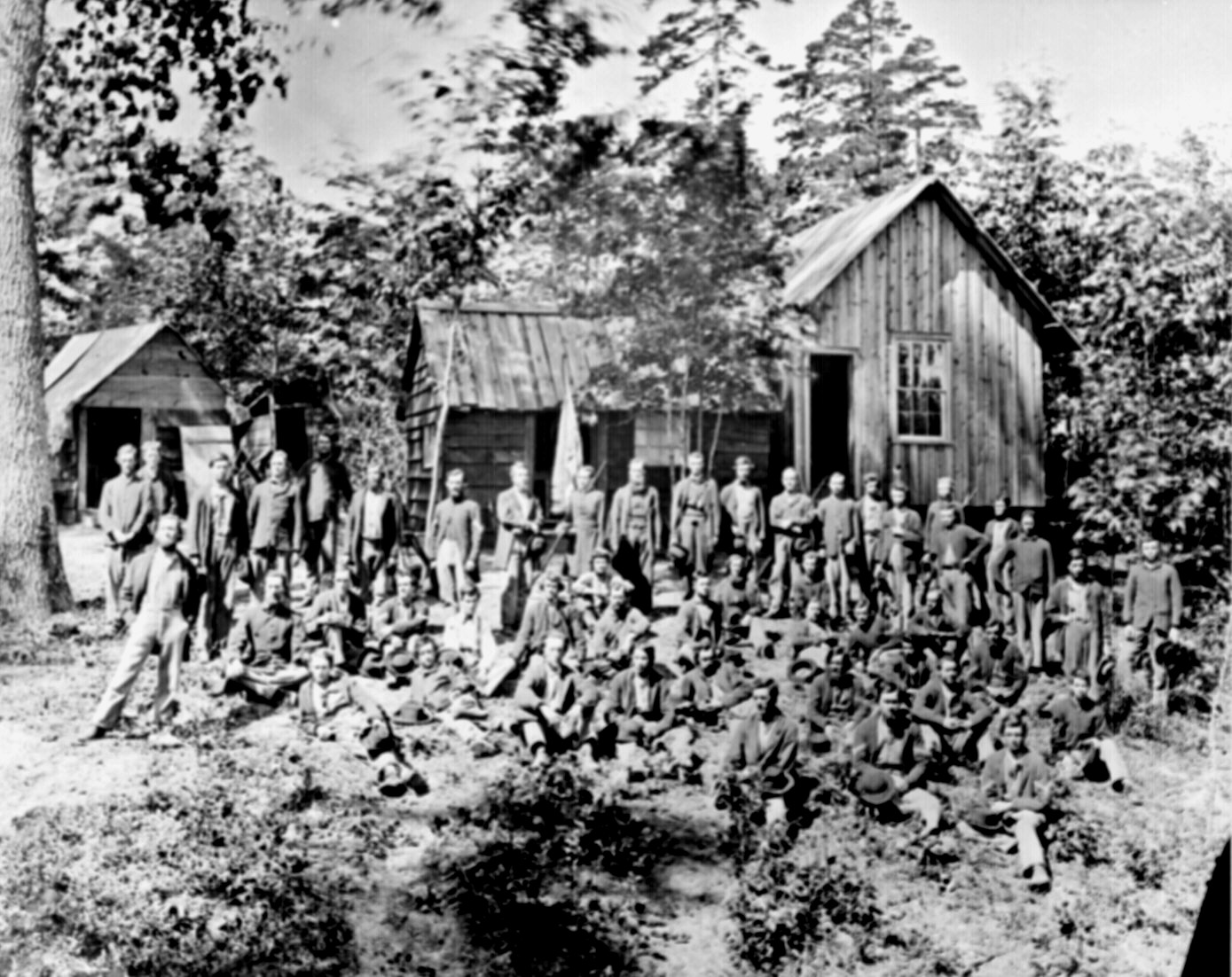
Il 21º Fanteria del Michigan, una compagnia di veterani del Gen. Sherman.

Allo scoppio della Guerra di secessione americana nell'aprile del 1861, l'Esercito statunitense consisteva di 10 reggimenti di fanteria, quattro di artiglieria, due di cavalleria, due di dragoni e uno di fanteria montata. Questi reggimenti avevano ampi vuoti. Delle 197 compagnie dell'esercito, 179 presidiavano 79 avamposti isolati nel West e le rimanenti 18 erano di guarnigione a Est del fiume Mississippi, la maggioranza lungo il confine canadese e lungo la costa atlantica. La forza effettiva era di soli 16.000 uomini, anche perché numerosi soldati e alcuni ufficiali originari degli stati del Sud, il cosiddetto Dixieland, avevano già rassegnato le proprie dimissioni e raggiunto il nuovo esercito confederato (o sudista).
Con la secessione degli Stati del Sud e la drastica diminuzione di volontari nelle forze armate di terra, il Presidente Abraham Lincoln chiese agli Stati dell'Unione di arruolare 75.000 uomini per tre mesi per porre fine all'insurrezione del Sud. La guerra avrebbe dimostrato di essere più lunga e più grave di quanto ognuno si sarebbe potuto aspettare e il 22 luglio 1861, il Congresso autorizzò la levata di un esercito volontario di 500.000 uomini. Fu proprio questa chiamata federale alle armi che incitò quattro nuovi Stati del Sud a secedere, rafforzando la Confederazione che così contò undici Stati.
Da principio, alla chiamata di volontari risposero più volentieri i patrioti del Nord, gli abolizionisti e anche entusiasti immigrati che si arruolarono nella speranza di una paga stabile e di razioni alimentari. Più di 10.000 tedeschi degli Stati di New York e della Pennsylvania immediatamente risposero all'appello di Lincoln e i francesi furono fra coloro che più celermente si arruolarono. Numerosi e ancora oggi tra i più celebri furono i volontari Irlandesi, sia immigrati economici, sia esuli politici, che costituirono intere Brigate su base etnica, alcuni mossi anche dalla volontà di forgiarsi all'arte della guerra in vista di futuri scontri sul suolo natio, e che malauguratamente dovettero battersi contro formazioni di conterranei schieratisi con pari entusiasmo con la CSA.
Quanto più ci fu necessità di ulteriori arruolamenti, tanto più decrebbe il numero di entusiasti volontari, crescendo viceversa la consapevolezza che la guerra sarebbe stata lunga e particolarmente cruenta, visto il numero di caduti e la gravità dei feriti e soprattutto mutilati che giungevano dal fronte. Nondimeno, fra l'aprile 1861 e l'aprile 1865, almeno 2 milioni e mezzo di uomini servirono nell'Esercito dell'Unione, molti dei quali volontari. Ma si ricorse anche alla coscrizione obbligatoria mediante sorteggio. I provvedimenti che consentivano agli abbienti di riscattarsi economicamente dalla medesima pagando il soldo di un altro coscritto portarono nel 1863 a violente rivolte di piazza represse nel sangue.
È un diffuso quanto reiterato errore sostenere che il Sud avrebbe tratto il suo iniziale vantaggio da un ampio esodo di ufficiali di carriera verso l'esercito confederato. Infatti su 824 ufficiali formatisi all'Accademia Militare e rimasti in servizio, solo 296 rassegnarono le proprie dimissioni o furono collocati a riposo e di essi solo 184 raggiunsero le file confederate. Mentre di circa altri 900 ufficiali usciti da West Point e poi tornati alla vita civile (per lo più di famiglia agiata che aveva scelto la formazione militare per censo o tradizione), 114 si fecero reintegrare nell'esercito unionista e solo 99 entrarono in quello confederato. Pertanto il rapporto fra Ufficiali di formazione accademica fu 754 per l'Unione contro 283 per la Confederazione (uno dei dimissionari fu proprio Robert E. Lee, che aveva ricevuto da poco la proposta di comandare l'intero esercito unionista e che accettò invece il comando delle forze della Virginia per "patriottismo virginiano" e successivamente avrebbe comandato tutte le forze armate confederate fino alla fine della guerra).
Il Sud fu semmai avvantaggiato nel reclutare i cadetti di numerose altre Scuole Militari presenti sul suo territorio, come The Citadel e l'Istituto Militare della Virginia (VMI), che sfornarono comunque un numero tutto sommato esiguo di ufficiali.

### Unità maggiori dell'esercito unionista
L'Esercito dell'Unione fu composto da numerose unità, la maggioranza delle quali divise in Dipartimenti, organizzati geograficamente, e Armate, che assumevano nomi geografici ma che potevano operare su aree più ampie. Ognuna di questa unità maggiori fu di norma comandata da un Maggior generale (Mag. Gen.). Vi fu una tendenza generale a chiamare gli eserciti unionisti facendo riferimento a importanti fiumi o corsi d'acqua presenti nelle rispettive aree operative, sebbene esistano alcune eccezioni, mentre gli eserciti della Confederazione erano in genere chiamati in base agli Stati in cui agivano normalmente, sebbene includessero unità minori che pure portavano nomi geografici in alternativa a quelli del loro comandante. Un esempio la Missouri Irish Brigade, nota anche come Lelly's Brigade, che Brigata non era ma poco più di un battaglione di volontari irlandesi confederati, oggi fonte di confusione per gli appassionati di storia.
Alcune delle principali unità furono:
- Armata del Cumberland
- Armata del Mississippi
- Armata dell'Ohio
- Armata del Potomac, la maggiore sul Fronte Orientale
- Armata del Tennessee
- Armata della Virginia
- Armata della Georgia
- Armata del Sudovest
- Dipartimento del Pacifico
- Dipartimento di Washington

L'esercito regolare, un termine che si usa per individuare l'esercito permanente degli U.S.A., fu sovente mescolato a varie unità e formazioni di diverso status dell'Esercito dell'Unione. Questa forza fu abbastanza ridotta rispetto a quella massicciamente costituita dalle forze volontarie che costituivano il grosso dell'Esercito dell'Unione.

### Comandanti
Numerosi uomini servirono come comandanti in capo dell'Esercito dell'Unione nel corso della sua esistenza:
- Winfield Scott: 5 luglio 1841 – 1º novembre 1861
- George McClellan: 1º novembre 1861 – 11 marzo 1862
- Il periodo che va dall'11 marzo 1862 al 23 luglio 1862 fu coperto dal diretto controllo dell'esercito da parte del Presidente Lincoln e del suo Segretario alla Guerra degli Stati Uniti d'America Edwin McMasters Stanton, con l'ausilio di un ufficioso "War Board" che fu istituito il 7 marzo 1862. Il board comprendeva Ethan A. Hitchcock, Presidente, con i responsabili degli Uffici del Ministero della Guerra Lorenzo Thomas, Montgomery C. Meigs, Joseph G. Totten, James W. Ripley e Joseph P. Taylor.
- Henry Halleck: 23 luglio 1862 – 9 marzo 1864
- Ulysses S. Grant: 9 marzo 1864 – 4 marzo 1869

Scott era un veterano anziano della Guerra messico-statunitense e non avrebbe potuto assolvere effettivamente ai suoi doveri. La guerra non andò bene per l'Unione nei primi due anni, e molte persone criticavano l'eccessiva prudenza e la scarsa strategia del successore di Scott, il Mag. Gen. McClellan. McClellan condusse la disastrosa Campagna peninsulare e fu sostituito da Halleck come comandante generale.
Per quanto fosse assai popolare fra i suoi soldati, McClellan fu rilevato dal comando per la sua eccessiva cautela e la sua spigolosa relazione col comandante in capo, il Presidente Lincoln. Halleck arrivò con credenziali di tutto rispetto per i successi conseguiti sul Fronte Occidentale, ma fu più un amministratore che un pianificatore stratega e un comandante.
Ulysses Grant fu il comandante finale dell'Esercito dell'Unione. Era già famoso per le sue vittorie nel West quando era stato promosso Tenente generale e comandante generale dell'Esercito dell'Unione nel marzo 1864. Grant supervisionò l'Armata del Potomac (che formalmente era comandata dal suo subordinato, il Mag. Gen. George G. Meade) per portare il colpo finale da assestare alla Confederazione con numerose dure battaglie decisive in Virginia, riuscendo infine a conquistare la stessa capitale confederata, Richmond, subentrata in tal ruolo a Montgomery.
Egli sviluppò una strategia militare di azioni coordinate e simultanee contro ampie parti delle forze confederate, la più importante delle quali fu la "Marcia verso il mare di Sherman e la Campagna delle Caroline messe in atto da William Tecumseh Sherman oltre alla Campagna della Valle dello Shenandoah (1864) di Philip Henry Sheridan. Queste campagne furono caratterizzate da un'altra strategia messa a punto da Grant: impedire al nemico i rifornimenti con la distruzione su vasta scala delle sue fabbriche e industrie.
Grant ricevette critiche per le atrocità commesse in tali azioni e l'alto numero di caduti e feriti che l'Esercito dell'Unione aveva subito mentre era in carica, ma Lincoln non volle mai rilevarlo dal comando asserendo: «Non posso cambiare quest'uomo. Egli combatte».

### La vittoria dell'unione e la fine della guerra
I diplomatici sudisti tentarono di negoziare la pace o anche di giungere a una resa condizionata già da Gettysburg nel luglio 1863, ma i capi Nordisti non raccolsero l'invito. L'opinione prevalente fra i responsabili nordisti fu che per l'Esercito dell'Unione ogni alternativa allo sconfiggere sul campo quello della Confederazione sarebbe stata un fallimento e avrebbe lasciato adito alla ripresa di un futuro conflitto.
Le vittorie decisive di Grant consentirono di ottenere da Lee e dalla sua Armata della Virginia Settentrionale la resa ufficiale ed incondizionata ad Appomattox Court House il 9 aprile 1865 (i giornali del Nord soprannominarono U. S. Grant "Unconditional Surrender" Grant). Malgrado vi fossero altre Armate confederate che dovevano ancora arrendersi nelle settimane successive, come quella di Joseph E. Johnston in Carolina del Nord, questa data è nondimeno il simbolo della fine della più sanguinosa guerra mai combattuta dagli statunitensi nella loro storia, come della fine dell'esperienza degli Stati Confederati d'America e dell'inizio del lentissimo e - dopo la morte di Lincoln - assai poco generoso processo di Ricostruzione che con le sue modalità punitive e persino persecutorie dei vinti lasciò un lunghissimo strascico di odio verso gli Yankee e di desiderio di rivalsa e creò il substrato per la nascita dei movimenti suprematisti bianchi (quali il Ku Klux Klan) e in seguito la segregazione razziale protrattasi di fatto per oltre un secolo.

## Organizzazione
L'esercito terrestre dell'Unione era diviso in armate che prendevano spesso il nome dai fiumi dell'area in cui operavano, come Armata del Potomac, 
Armata del James o Armata del Tennessee.

### Grandi Unità
- Armata - Contava vari Corpi d'Armata ed era comandata da un maggior generale.
- Corpo d'Armata – contava da 12 000 a 14 000 uomini, composto in media da tre divisioni, ed era comandato da un generale.
- Divisione – Contava da 3 000 a 7 000 uomini, composta in media da 3 brigate, ed era comandata da un generale.
- Brigata – Contava da 800 a 1 700 uomini, composta in media da 4 reggimenti, ed era comandata da un brigadier generale.
- Reggimento – Contava da 350 a 400 uomini, composto in media da 10 compagnie, ed era comandato da un colonnello.
- Compagnia – Contava da 34 a 40 uomini ed era comandata da un capitano.

### Ranghi e gradi
| Struttura dei ranghi degli ufficiali | Struttura dei ranghi degli ufficiali | Struttura dei ranghi degli ufficiali | Struttura dei ranghi degli ufficiali | Struttura dei ranghi degli ufficiali | Struttura dei ranghi degli ufficiali | Struttura dei ranghi degli ufficiali | Struttura dei ranghi degli ufficiali | Struttura dei ranghi degli ufficiali | Struttura dei ranghi degli ufficiali | Struttura dei ranghi degli ufficiali |
| Tenente generale                     | Maggior generale                     | Brigadier generale                   | Colonnello                           | Tenente colonnello                   | Maggiore                             | Capitano                             | Primo tenente                        | Secondo tenente                      |                                      |                                      |
| ------------------------------------ | ------------------------------------ | ------------------------------------ | ------------------------------------ | ------------------------------------ | ------------------------------------ | ------------------------------------ | ------------------------------------ | ------------------------------------ | ------------------------------------ | ------------------------------------ |

Il colore dei gradi dei sottoufficiali cambiava a seconda del tipo di unità.
- Azzurro: fanteria
- Rosso: artiglieria
- Oro: cavalleria

| Struttura dei ranghi dei sottoufficiali | Struttura dei ranghi dei sottoufficiali | Struttura dei ranghi dei sottoufficiali | Struttura dei ranghi dei sottoufficiali | Struttura dei ranghi dei sottoufficiali | Struttura dei ranghi dei sottoufficiali | Struttura dei ranghi dei sottoufficiali | Struttura dei ranghi dei sottoufficiali | Struttura dei ranghi dei sottoufficiali | Struttura dei ranghi dei sottoufficiali | Struttura dei ranghi dei sottoufficiali |
| Sergente maggiore                       | Sergente quartiermastro                 | Sergente d'ordinanza                    | Primo sergente                          | Sergente                                | Caporale                                | Musicista                               | Soldato                                 |                                         |                                         |                                         |
|                                         |                                         |                                         |                                         |                                         |                                         | Nessuna insegna                         | Nessuna insegna                         |                                         |                                         |                                         |
| --------------------------------------- | --------------------------------------- | --------------------------------------- | --------------------------------------- | --------------------------------------- | --------------------------------------- | --------------------------------------- | --------------------------------------- | --------------------------------------- | --------------------------------------- | --------------------------------------- |

## Uniforme

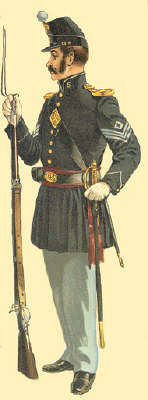
Un primo sergente dell'esercito dell'Unione

Il comune soldato vestiva di un pesante pastrano o giubba color blu scuro e comodi pantaloni azzurri con bottoni e effigi color oro.
I colori dei gradi, delle mostrine e del cappello cambiavano a seconda dell'unità: azzurro per la fanteria, rosso per l'artiglieria, oro per la cavalleria e nero per i medici.
Aveva una cartucciera nera dove tenere le munizioni legata a una cintura con una fibbia ovale metallica color oro con inciso "US".
Sempre legata alla cintura aveva una capiente borraccia.
Gli stivali erano neri.
Il cappello era generalmente blu con una visiera.
Alcune unità invece indossavano un cappello a larga falda.

## Equipaggiamento
Il tipico soldato di fanteria aveva a disposizione un fucile a colpo singolo con annessa una baionetta che poteva essere fissata al fucile per il combattimento corpo a corpo.
Gli ufficiali avevano una sciabola e un revolver.
Con l'avanzare della guerra si diffusero i fucili a ripetizione.
L'artiglieria era composta da cannoni a lungo raggio capaci di sparare proiettili sferici di metallo.

## Perdite
Dei 2,5 milioni di uomini che avevano servito nell'Esercito dell'Unione nel corso della Guerra di secessione, circa 390.000 morirono in combattimento, o di ferite ricevute in combattimento, di malattie o altre cause, e 280.000 furono feriti. Più di 1 su 4 caduti unionisti fu ucciso o ferito nella guerra; le perdite nell'Esercito confederato furono peggiori: 1 su 3 soldati confederati furono uccisi o feriti. Questa è di gran lunga la più alta causa di morte in ogni guerra in cui siano stati coinvolti gli U.S.A. A paragone, 1 su 16 soldati statunitensi fu ucciso o ferito nella Seconda guerra mondiale e solo 1 su 22 cadde durante la Guerra del Vietnam.
In totale, 680.000 uomini caddero durante la Guerra di secessione. Gli USA all'epoca contavano 34 milioni di abitanti, quindi il 4% della popolazione (l'8% di quella maschile) statunitense cadde in quella guerra.

## Gruppi etnici nell'Esercito dell'Unione

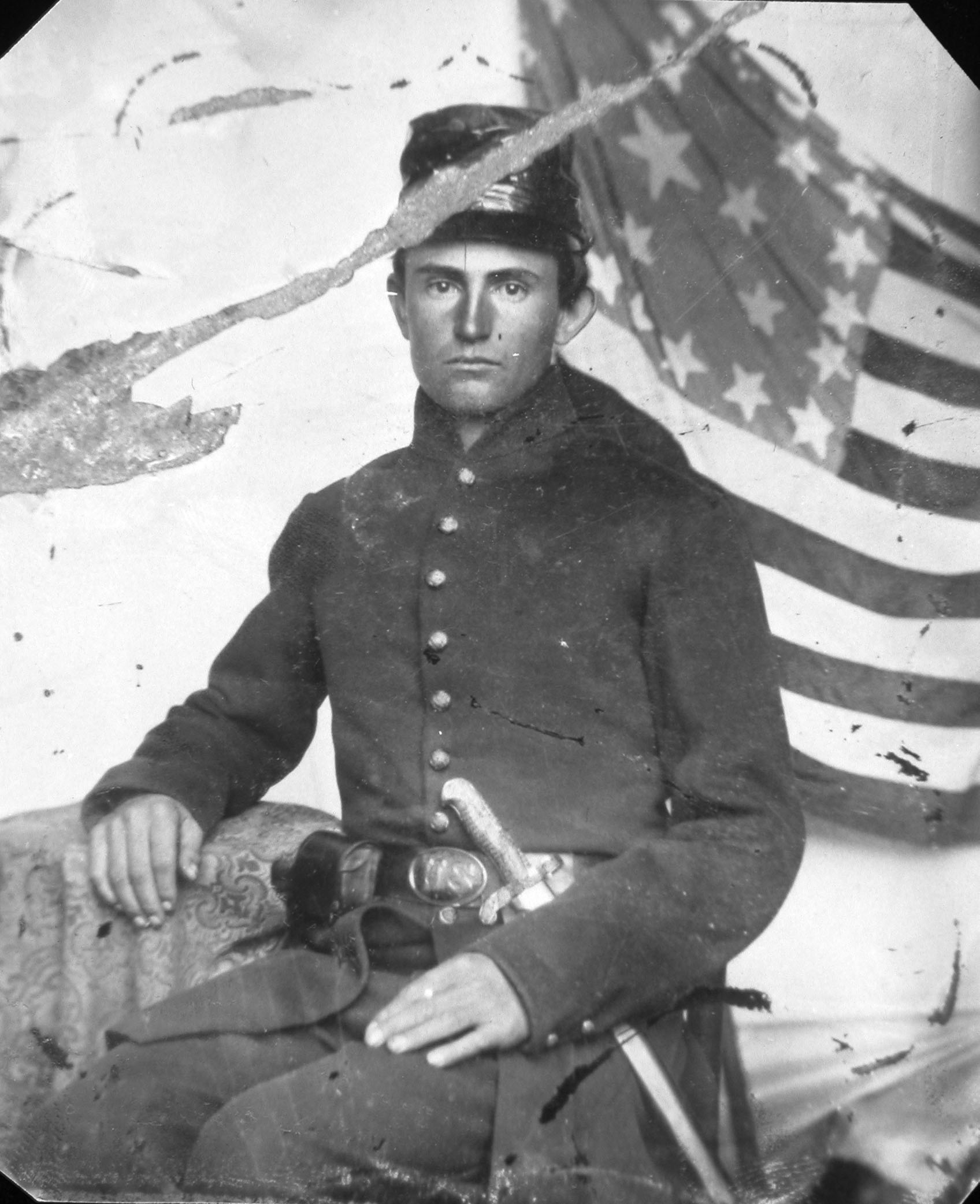
Il soldato semplice Samuel K. Wilson (1841-1865), fanteria volontaria dell'Illinois (1862)

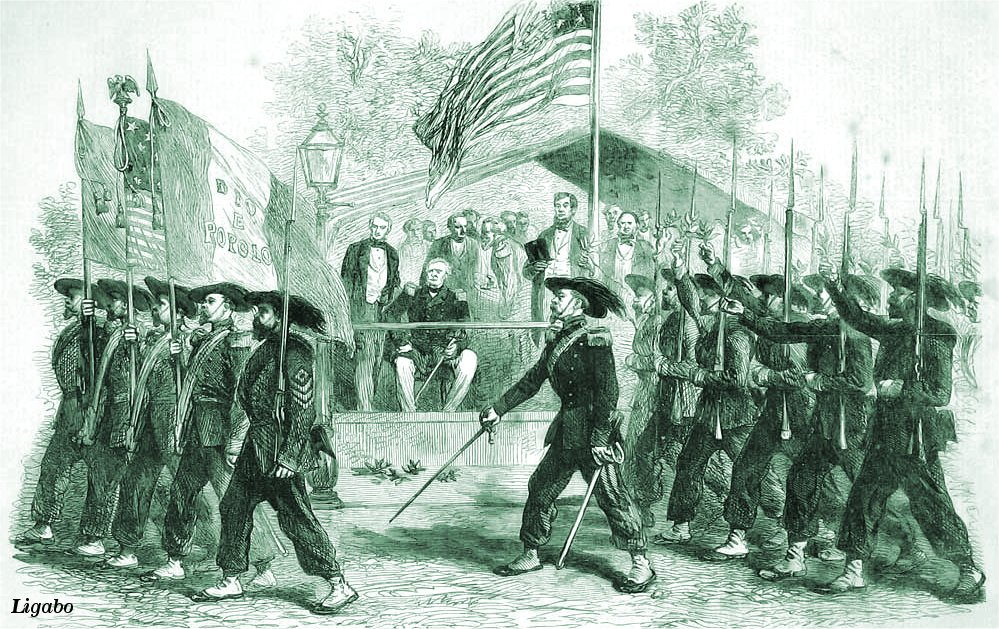
La "Garibaldi Guard" sfila di fronte al presidente Lincoln nel 1861.

L'Esercito dell'Unione comprendeva numerosi differenti gruppi etnici, incluso un alto numero di immigrati. Circa il 25% della popolazione bianca che servì nell'Esercito dell'Unione era di origine forestiera.
Su circa 2,2 milioni di soldati unionisti
- 1 milione (45,4% del totale dei soldati unionisti) era d'origine britannica.
- 516.000 (23,4% del totale dei soldati unionisti) erano di origine tedesca; circa 216.000 erano nati in Germania.
- 210 000 (9,5% del totale dei soldati unionisti) era afro-americana. Metà erano affrancati che vivevano nel Nord e metà erano stati schiavi o erano fuggitivi del Sud. Essi servirono in oltre 160 reggimenti di colore. Uno di questi è stato protagonista del film Glory - Uomini di gloria.
- 200.000 (9,1% del totale dei soldati unionisti) erano d'origine irlandese.
- 90.000 (4,1% del totale dei soldati unionisti) erano d'origine olandese.
- 50.000 (2,3% del totale dei soldati unionisti) erano nati in Canada.
- 50.000 (2,3% del totale dei soldati unionisti) erano nati in Inghilterra.
- 40.000 (1,8% del totale dei soldati unionisti) erano Francesi o Canadesi di lingua francese. Circa metà era nata in America, l'altra metà in Quebec.
- 20.000 (0,9% del totale dei soldati unionisti) erano Scandinavi: d'origine (norvegese, svedese e danese).
- 7.000 erano d'origine italiana.
- 7.000 erano d'origine ebraica.
- 6.000 erano d'origine messicana.
- 5.000 erano d'origine polacca
- 4.000 erano nativi nordamericani
- varie centinaia erano d'origine: ungherese, portoghese, cinese, indiana (nati in India) e di altre nazionalità.

Molti soldati immigrati costituirono propri reggimenti, come gli Swiss Rifles (15° Missouri); le Gardes Lafayette (55° New York); la Garibaldi Guard (39° New York); la Martinez Militia (1° New Mexico); la Polish Legion (58° New York); i German Rangers (52° New York) e lo Scandinavian Regiment (15° Wisconsin). Ma per la gran parte i soldati d'origine straniera fu sparpagliata singolarmente tra le varie unità.
A paragone l'Esercito della Confederazione non fu troppo diverso. Il 91% dei soldati confederati era di lontana origine anglo-irlandese e solo il 9% era d'origine straniera.

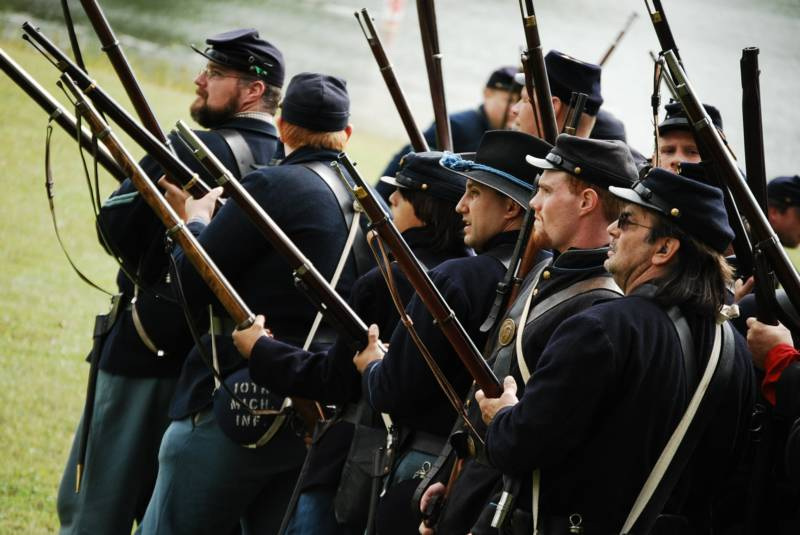
Rievocazione storica di un'unità dell'Union Army.

## Diserzioni e insubordinazioni
La diserzione costituì un grosso problema nella Guerra di secessione per entrambe le parti in lotta. Le corvé giornaliere, le marce forzate, la sete, il caldo soffocante, le malattie, i ritardi nella paga, le preoccupazioni destate dalle famiglie lontane, l'impazienza per la monotonia e l'inutilità del servizio inattivo, il panico nel cuore degli scontri, la stanchezza per una guerra dai contorni e dagli esiti non scontati, la mancanza di fiducia nei comandanti, spesso inadeguati al loro compito e lo scoraggiamento in seguito alle disfatte (specialmente agli inizi della guerra nelle file dell'Unione), tutto ciò abbassò il morale dell'Esercito dell'Unione e accrebbe le diserzioni.
Nel 1861 e nel 1862, la guerra volgeva male per l'Esercito dell'Unione e si ebbero, secondo alcuni calcoli, circa 180.000 diserzioni. Nel 1863 e nel 1864, i due anni più accaniti della guerra, l'Esercito dell'Unione soffrì più di 200 diserzioni al giorno, per un totale di 150.000 diserzioni per questi due anni. Questo portò il numero complessivo di disertori dell'Esercito dell'Unione per i primi quattro anni di guerra a circa 350.000 unità. Facendo affidamento su questi numeri, il 15% di soldati unionisti disertò da qualche parte nel corso della guerra. Numeri ufficiali parlano di "soli" 200.000 disertori unionisti per l'intero conflitto, ovvero circa l'8% dei soldati dell'Unione. Si stima che 1 disertore su 3 sia tornato al suo reggimento, o volontariamente o dopo essere stato arrestato e quindi riassegnato alle unità combattenti.
Di tutti i gruppi etnici dell'Esercito dell'Unione gli irlandesi ebbero di gran lunga il numero più alto di disertori. Secondo alcune cronache essi disertarono con un tasso 30 volte maggiore dei nativi americani.
Gli irlandesi furono anche fra i maggiori protagonisti della famosa "Insubordinazione" del 1863 (nel film Gangs of New York vi è una rappresentazione di tale evento). Come conseguenza dell'Atto di arruolamento, disordini esplosero in numerose città del Nord, i più gravi dei quali furono quelli di New York. Una folla composta principalmente di immigranti irlandesi compì disordini nell'estate del 1863, con le punte di maggior violenza nel mese di luglio. La massa appiccò il fuoco a ogni cosa, dalle chiese afro-americane agli orfanotrofi e agli uffici del The New York Tribune. Le principali vittime dei disordini furono afro-americani e attivisti del movimento anti-schiavista. Alla fine, l'Esercito dell'Unione fu inviato sul luogo e aprì il fuoco per impedire ulteriori violenze e per fermare i tumulti. Quando la sommossa finì, più 1.000 persone erano state uccise o ferite.